# Onthophagus lugubris
Onthophagus lugubris là một loài bọ cánh cứng trong họ Bọ hung (Scarabaeidae).